# Elle t'a maté (Fatoumata)
Singles de Keen'v
Ma vie au soleil
(2012)
Pistes de La vie est belle
Encore
(13) Clara
(15)
Elle t'a maté (Fatoumata) est une chanson de musique dance de l'artiste français Keen'v. 
Le single est sorti le 1er novembre 2012 sous format numérique par le biais du label Yaz Records. Elle t'a maté (Fatoumata) est distribué par le major UMG. La chanson est écrite par DJ Yaz, Fabrice Vanvert, Keen'v, Zonee.L. Elle t'a maté (Fatoumata) est produit par le musicien français DJ Yaz. Enregistré en 2012, il s'agit du 5e single extrait de l'album studio La vie est belle (2012). Le single se classe numéro 1 du club 40, le classement des chansons les plus diffusées dans les discothèques en France la semaine du 16 novembre 2012.

## Liste des pistes
Promo - Digital - Airplay Yaz 
1. Elle t'a maté (Fatoumata) - 2:53

## Paroles
Bien que le nom de Dominique Strauss-Kahn ne soit jamais évoqué dans la chanson, les paroles contiennent des allusions directes à l'affaire du Sofitel de New-York.
De plus, le clip met en scène une fausse émission de téléréalité d'enfermement animée par Booder, Crazy Hotel. Il y a de nombreux candidats comme Keen'V, Fatoumata, Eve Angeli, Phee-Leap ou encore Egg, une femme chauve.

## Classement par pays
| Classement (2012)               | Meilleure position |
| ------------------------------- | ------------------ |
| Belgique (Dance Bubbling Under) | 10                 |
| France (SNEP)                   | 38                 |
| France (Club 40)                | 1                  |
| France (Airplay radio)          | 11                 |